# Nathan Levinson
Nathan Levinson (Nova Iorque, 15 de julho de 1888 — Toluca Lake, 18 de outubro de 1952) é um sonoplasta e especialista em efeitos visuais estadunidense. Venceu o Oscar de melhor mixagem de som na edição de 1943 por Yankee Doodle Dandy.